# Tamara Dronova
Tamara Dronova, née Tamara Balabolina le 13 août 1993 à Moscou, est une coureuse cycliste russe. Cinq fois championne d'Europe juniors et espoirs en cyclisme sur piste entre 2011 et 2014, elle est deuxième du championnat d'Europe de poursuite par équipes élites en 2014 et 2015.

## Biographie
Lors des Jeux européens en 2019 à Minsk, Tamara Dronova remporte le bronze en poursuite individuelle. En novembre, elle est victime d'une lourde chute lors de l'épreuve de course à l'américaine à Hong Kong, mais parvient à reprendre la course pour terminer quatrième.

## Palmarès sur piste

### Championnats du monde
- Minsk 2013
  - 9e de l'omnium
- Cali 2014
  - 9e de l'omnium
- Saint-Quentin-en-Yvelines 2015
  - 9e de l'omnium
  - 9e de la poursuite par équipes
- Londres 2016
  - 12e de la poursuite par équipes
  - 20e de l'omnium
- Hong Kong 2017
  - 12e de la poursuite par équipes[3]
- Pruszków 2019
  - 16e de la poursuite par équipes
- Berlin 2020
  - 17e de la poursuite individuelle

### Championnats d'Europe
| Édition / Épreuve | Vitesse individuelle | Vitesse par équipes | Poursuite individuelle | Poursuite par équipes                   | Scratch | Omnium | Course par élimination |
| 2011 (juniors)    | Bronze               | Or (avec Voinova)   |                        |                                         |         |        |                        |
| 2012 (espoirs)    |                      |                     |                        |                                         | 8e      | Or     |                        |
| 2012              |                      |                     |                        |                                         |         | 4e     |                        |
| 2013 (espoirs)    |                      |                     |                        |                                         | 5e      |        |                        |
| 2013              |                      |                     |                        |                                         |         | 5e     |                        |
| 2014 (espoirs)    |                      |                     |                        | Or (avec Goncharova, Chekina, Badykova) | Or      | Or     |                        |
| 2014              |                      |                     |                        | Argent                                  |         |        |                        |
| 2015 (espoirs)    |                      |                     |                        | Bronze                                  | 8e      | Argent |                        |
| 2015              |                      |                     | 8e                     | Argent                                  |         |        | 6e                     |
| 2019              |                      |                     | 6e                     | 10e                                     |         |        |                        |

### Jeux européens
| Édition / Épreuve | Poursuite individuelle | Poursuite par équipes |
| Minsk 2019        | Bronze                 | 7e                    |

### Championnats nationaux
- 2013
  -  Championne de Russie de poursuite par équipes (avec Alexandra Chekina, Alexandra Goncharova et Maria Mishina)
  - 2e de l'omnium
- 2017
  - 2e de la poursuite par équipes
- 2019
  -  Championne de Russie de poursuite par équipes (avec Alexandra Goncharova, Daria Malkova et Maria Rostovtseva)
  -  Championne de Russie de course à l'américaine (avec Diana Klimova)
  - 2e de la poursuite individuelle
- 2020
  -  Championne de Russie de poursuite individuelle

## Palmarès sur route

### Par années
- 2015
  - 3e du championnat de Russie du contre-la-montre
- 2020
  - Grand Prix Central Anatolia
  - 3e du championnat de Russie du contre-la-montre
- 2021
  -  Championne de Russie du contre-la-montre
  - Grand Prix Erciyes
  - 2e du Germenica Grand Prix
  - 3e du Grand Prix Mediterrennean
- 2022
  -  Championne de Russie sur route
  -  Championne de Russie du contre-la-montre
  - 4e du Tour de Scandinavie
  - 6e de la course en ligne de l'Open de Suède Vårgårda
  - 7e de la Classic Lorient Agglomération - Trophée Ceratizit
  - 8e de Gand-Wevelgem
- 2023
  -  Championne de Russie sur route
  -  Championne de Russie du contre-la-montre
  - 1re et 2e étapes du Tour d'Andalousie
  - 2e de la Classique féminine de Navarre
  - 3e du Tour d'Andalousie
  - 7e du Tour de Burgos
- 2024
  -  Championne de Russie sur route
  -  Championne de Russie du contre-la-montre
  - 3e et 4e étapes du Tour du Salvador
  - 2e du Grand Prix du Salvador
  - 2e du Tour du Salvador
  - 2e du Grand Prix MOPT
  - 3e du Grand Prix Presidente
- 2025
  - Prologue du Tour du Salvador (contre-la-montre)

### Résultats sur les grands tours

#### Tour d'Italie
1 participation
- 2025 : 70e

#### Tour de France
4 participations
- 2022 : 15e
- 2023 : 21e
- 2024 : abandon ([[6e étape du Tour de France Femmes 2024|6e étape]])
- 2025 : 96e

#### Tour d'Espagne
2 participations
- 2023 : 29e
- 2024 : 35e

### Classements mondiaux
| Année                                 | 2015 | 2016 | 2017 | 2018 | 2019 | 2020 | 2021 | 2022 | 2023 | 2024 |
| ------------------------------------- | ---- | ---- | ---- | ---- | ---- | ---- | ---- | ---- | ---- | ---- |
| Classement UCI                        | 602e | nc   | nc   | nc   | nc   | 126e | 76e  | 30e  | 43e  | 48e  |
| UCI World Tour                        |      | nc   | nc   | nc   | nc   | nc   | 175e | 20e  | 57e  | 62e  |
|                                       |      |      |      |      |      |      |      |      |      |      |
| Légende : nc = non classéSource : UCI |      |      |      |      |      |      |      |      |      |      |